# Aufgabensystem
Als Aufgabensystem (engl. task system) wird in der Geschichtsschreibung der Vereinigten Staaten ein Prinzip bezeichnet, nach dem amerikanische Pflanzer im 17., 18. und 19. Jahrhundert die Arbeit ihrer Sklaven organisierten. Sklaven, die unter dem Aufgabensystem arbeiteten, mussten pro Tag bestimmte Aufgaben bzw. eine definierte Menge von Arbeit erledigen, wobei es ihnen meist selbst überlassen war, innerhalb welcher Zeitspanne sie diese Arbeiten abschlossen.
Unterschieden wird das Aufgabensystem vom Kolonnensystem (engl. gang system), bei dem die Sklaven in kleinere oder größere Einheiten eingeteilt wurden, eine bestimmte Anzahl von Stunden arbeiten mussten und dabei von Aufsehern oder Vorarbeitern überwacht und angetrieben wurden.

## Verbreitung
Besonders verbreitet war das Aufgabensystem auf Plantagen, auf denen Reis oder langstapelige Baumwolle angebaut wurde, in den Lagerhäusern der Häfen und bei Tätigkeiten, die eine gewisse Qualifikation erforderten.

## Besonderheiten des Aufgabensystems
Das Aufgabensystem hatte für die Sklaven bestimmte Vorteile; so wurden sie weniger streng beaufsichtigt und genossen mehr Autonomie und freie Zeit als Sklaven, die unter dem Kolonnensystem arbeiteten. Nach der Erledigung ihres zugewiesenen Arbeitspensums konnten sie ihre Zeit für die Sicherstellung ihrer eigenen Bedürfnisse verwenden und z. B. ihre eigenen Gärten und landwirtschaftlichen Flächen bearbeiten.